# بلدية ديرعمار
تقع بلدة دير عمار على بعد 3 كلم من شمال مدينة طرابلس في محافظة شمال لبنان وتبلغ مساحتها حوالي 9 ملايين متر مربع، ويبلغ عدد سكانها حوالي 15000 نسمة وأكثر من 3000 نسمة مقيمين.
عنوان الوصلة
تتميّز بلدة دير عمار بموقعها الفريد بين الجبل والبحر بمسافة لا تزيد عن 400 متر. ويجدر الذكر أن هذه البلدة هي أول من دخل إليها الفتح الإسلامي على يد خالد بن الوليد في تاريخ لبنان، وهنا يرسخ في الذهن حديث وقعة أبي القدس وهي أول معركة للمسلمين في لبنان.
كانت دير عمار قبل الفتح الإسلامي تدعى حصن أبي القدس وكان بإزائه دير وفيه صوامع ومن بين هذه الصوامع صومعة كبيرة لراهب عالم بدين النصرانية له من العمر ما ينوف المئة عام وكان كل سنة يقوم عند ديره عيد آخر الصيام وهو عيد الشعانين. فكان يجتمع فيه الروم والنصارى وقبط مصر في مرج يدعى مرج السلسلة ويقام في هذا المرج سوق عظيم من سنة إلى سنة ويحمل إليه الذهب والفضة والأمتعة ويبيعون ويشترون فيه لمدة ثلاثة أيام.
فعندما علم المسلمون بهذا الدير أرسل أبو عبيدة بن الجراح جيشًا قوامه خمسمائة فارس على رأسهم عبد الله بن جعفر ابن عم الرسول من زوجته وكان في أول ريعانه وتمت الإغارة على هذا الدير في ليلة النصف من شعبان.
وعندما وصل السلمون إلى المرج وبدأت المعركة، تفاجأ المسلمون بخمسة آلاف من جند الروم، فطلب عبد الله ابن جعفر المساندة من أبي عبيدة بن الجراح فأرسل لهم جيشًا قوامه ألف فارس على رأسهم خالد بن الوليد فتم مناصرة عبد الله بن جعفر وانتصر المسلمون في أول معركة لهم في لبنان.
وأود أن أنوه أنّه كان يوجد برج على تلة على شاطئ البحر قرب ثكنة عرمان يدعى برج الليدوس وهو بمثابة إنذار مبكر لحصن الملكة هيلانة الموجود في برج اليهودية قرب دير عمار والملكة اليهودية هيلانة هي اخت الملك اليهود حرمون.
لقد اثبتت بلدية ديرعمار قدرتها على تغيير هذه البلدة على مواكبة العصر من توسيع طرقات وبناء جدران موزاييك والمشروع الأهم هو بناء القصر البلدي الذي يضم مستوصف للبلدة ومكتبة ثقافية وقاعة للمؤتمرات وامامه ساحة للاحتفالات تتسع لمئأت الاشخاص ان جميع الابتكارات والتصاميم واللوحات الفسيفسائية وتصميم القصر البلدي والمصلى بجواره«مصلى المحراب» .
```
وفي دير عمار مبنى القائمقامية ومعهد للتعليم العالي وثانويه الشهيد وسام عيد، ومشتل زراعي، محطة لتكرير 
النفط
 على الحدود الفاصلة بينها وبين 
البداوي
..
```